# 지방도 제501호선
지방도 제501호선은 충청북도 영동군 학산면 황산리 봉산 교차로와 옥천군 옥천읍 금구리 가화지하차도를 잇는 충청북도의 지방도이다.
옥천군 동이면과 이원면의 면소재지를 관통하는 주요 간선 도로이기도 하다. 과거에는 영동군 양산면 호탄리 호탄교삼거리가 출발점이었으나, 2000년 봉산교차로 - 모리삼거리 구간이 개통되어 이 도로에 편입되었다.

## 연혁
- 2003년 2월 14일 : 노선 폐지 및 재지정[1]
- 2008년 12월 26일 : 지방도 도로구역 지정[2]
- 2010년 1월 29일 : 장야 ~ 매화(옥천 ~ 동이)간 도로 확포장공사로 인해 옥천군 옥천읍 장야리 ~ 매화리 1.67km 구간 도로구역 변경[3]
- 2013년 5월 3일 : 옥천 ~ 평산간 도로 확포장공사로 인해 옥천군 동이면 적하리 680m 구간 도로구역 변경[4]
- 2013년 12월 27일 : 옥천군 옥천읍 장야리 ~ 매화리 구간 1.67km 확장 개통[5]
- 2015년 11월 27일 : 옥천군 동이면 적하리 480m 구간 개통, 630m 기존 구간 폐지[6]
- 2017년 1월 20일 : 2021년 12월 31일까지 매화 ~ 동이간 도로 확포장공사로 인해 옥천군 옥천읍 매화리 ~ 동이면 평산리 3.74km 구간 도로구역 변경[7]
- 2023년 1월 6일 : 매화 ~ 동이간 도로(옥천군 옥천읍 매화리 ~ 동이면 평산리) 3.84km 구간 확장 개통, 기존 옥천군 옥천읍 매화리 ~ 구일리 630m 구간 폐지[8]

## 주요 경유지
- 영동군
  - 학산면 봉산 교차로 - 황산리 - 지내삼거리 - 지내리
  - 양산면 모리삼거리 - 호탄교 교차로 - 호탄교 - 호탄리 - 누교리 - 밤티재(해발 260m)

- 옥천군
  - 이원면 밤티재(해발 260m) - 평계리 - 개심리 - 개심저수지 - 대성초등학교 - 의평리 - 윤정리 - 순직철도인위령원 - 대흥사거리 - 이원삼거리 - 검진교 - 구짐티삼거리
  - 동이면 세산리 - 적하삼거리 - 동이농공단지 - 적하1교 - 적하2교 - 평산리 - 동이면사무소 - 동이초등학교
  - 옥천읍 구일농공단지 - 구일리 - 매화리 - 옥천농심테마공원 - 목사리 - 장야리 - 장야사거리 - 충북도립대학 - 장천교 - 금구리 - 가화1교 - 가화지하차도

## 중복 구간
- 영동군 양산면 모리삼거리 ~ 호탄교 교차로 : 국가지원지방도 제68호선과 중복
- 옥천군 이원면 이원삼거리 ~ 동이면 적하삼거리 : 국도 제4호선과 중복

## 도로명
- 영동군 학산면 봉산 교차로 ~ 양산면 모리삼거리 : 갈기산로
- 영동군 양산면 모리삼거리 ~ 호탄교 교차로 : 금강로
- 영동군 양산면 호탄교 교차로 ~ 밤티재 : 천태산로
- 옥천군 이원면 밤티재 ~ 대흥사거리 : 이원로
- 옥천군 이원면 대흥사거리 ~ 이원삼거리 : 묘목로
- 옥천군 이원면 이원삼거리 ~ 동이면 적하삼거리 : 옥천로
- 옥천군 동이면 적하삼거리 ~ 적하사거리 : 동이농공길
- 옥천군 동이면 적하사거리 ~ 옥천읍 장야사거리 : 옥천동이로
- 옥천군 옥천읍 장야사거리 ~ 가화지하차도 : 금장로